# 萊克克里克 (密蘇里州)
萊克克里克（英語：Lake Creek）是位於美國密蘇里州本頓縣的非建制地區。

## 歷史
萊克克里克的郵局於1862年設立，1895年一度關閉並於1897年重開，最終於1914年停運。

## 地理
萊克克里克所處的海拔為高於海平面297米（即974英呎），而該地所採用的時區為UTC-6，即北美中部時區（CST）。同時該地設有夏令時間，為UTC-6調快一小時，即UTC-5（CDT）。